# Macrolejeunea subsimplex
Macrolejeunea subsimplex là một loài Rêu trong họ Lejeuneaceae. Loài này được (Nees & Mont.) Schiffner mô tả khoa học đầu tiên năm 1893.